# Ellefsen Harbour
Der Ellefsen Harbour ist ein Naturhafen am Südende von Powell Island im Archipel der Südlichen Orkneyinseln. Er liegt zwischen den Inseln Christoffersen Island und Michelsen Island.
Der britische Walfängerkapitän George Powell (1794–1824) und sein US-amerikanisches Pendant Nathaniel Palmer entdeckten die Bucht gemeinsam im Dezember 1821. Der Name des Naturhafens ist auf Powells Karte von 1822 verzeichnet, der Benennungshintergrund ist allerdings nicht überliefert.